# Primeira Guerra Franco-Daomeana
A Primeira Guerra Franco-Daomeana foi travada em 1890 entre a França, liderada pelo General Alfred-Amédée Dodds, e o Reino do Daomé, sob o rei Behanzin.

## Antecedentes
No final do século XIX, as potências europeias estavam ocupadas conquistando e colonizando grande parte da África. No que hoje é o Benim, a principal potência colonial era a Terceira República Francesa. Os franceses estabeleceram laços comerciais com os povos indígenas da região, incluindo um dos Estados mais poderosos da África Ocidental na época, o reino Fon do Daomé. Em 1851, foi ratificado um tratado de amizade franco-daomeano, permitindo aos franceses operar comercialmente e aos missionários entrar no país.
Em 1890, o reino fon do Daomé estava no auge de seu poder. Ele reivindicou quase toda a costa do moderno Benim, além de grande parte do centro-sul do Benim, até o norte de Atcheribé. Um dos tributários mais importantes do Daomé era o pequeno reino de Porto-Novo, perto da costa. O reino esteve em desacordo com o Daomé, intermitentemente, desde meados do século XVIII.
Em 1861, Porto-Novo foi atacado por navios antiescravistas britânicos. Porto-Novo solicitou e recebeu proteção francesa em 1863, mas esta foi rejeitada pelo Daomé. Outra questão de discórdia era o status de Cotonou, um porto que os franceses acreditavam estar sob seu controle por causa de um tratado assinado pelo representante do Daomé em Uidá. O Daomé também ignorou todas as reivindicações francesas e continuou a cobrar impostos alfandegários no porto.

## Causa da guerra
Em 1874, o rei Toffa I assumiu o poder em Porto-Novo e restabeleceu a protecção francesa sobre o reino depois de Daomé o ter atacado em 1882. Daomé continuou incursionando na cidade, o que culminou em um incidente que levou os fons e os franceses à guerra. Em março de 1889, o Daomé atacou uma aldeia no Ouémé onde o chefe estava sob a protecção dos franceses. Depois de observar que a bandeira tricolor os protegeria, os fons ordenaram que uma de suas amazonas do Daomé o decapitasse e envolvesse sua cabeça na bandeira. Em março desse ano, a França enviou uma missão à capital do Daomé, Abomei, para fazer valer as suas reivindicações sobre Cotonou e oferecer um pagamento anual. O príncipe-herdeiro e mais tarde rei Behanzin recebeu a missão, mas nada foi alcançado além da desconfiança mútua.

## Início das hostilidades
A França respondeu a estes acontecimentos aumentando a sua força em Cotonou para 359 homens, 299 dos quais eram <i>tirailleurs</i> senegaleses e gaboneses treinados pelos franceses. Em 21 de fevereiro, os franceses prenderam os altos funcionários fons em Cotonou e começaram a fortificar a cidade. Também eclodiram escaramuças com milícias locais.
Não demorou muito para que a notícia chegasse a Abomei. O Daomé enviou uma força diretamente para Cotonou com planos de trazê-la de volta ao controle fon de uma vez por todas.

## Batalha de Cotonou
Em 4 de março, um exército daomeano de vários milhares atacou a paliçada de toras em torno de Cotonou por volta das 5 da manhã. Isso era comum para o exército fon do Daomé, que quase sempre marchava à noite e atacava pouco antes do amanhecer. Abrindo as estacas e enfiando os mosquetes pelas frestras, os fons dispararam contra o recinto.
Alguns conseguiram escalar o perímetro de 800 metros, causando baixas dentro das muralhas. Após quatro horas de intensos combates, muitas vezes corpo a corpo, apesar do poder de fogo francês fulminante e até mesmo dos obuses das canhoneiras; eventualmente, a força fon retirou-se. Os franceses sofreram poucas perdas, mas os fons sofreram várias centenas de mortos (129 dentro das linhas francesas).

## Batalha de Atchoukpa
Após reagrupar-se, o Daomé enviou outra força para o sul, desta vez em direção a Porto Novo. Depois de receber numerosos reforços, os franceses ordenaram que 350 homens, com três canhões de campanha, marchassem para o norte e interceptassem os fons. Desta vez, os franceses seriam auxiliados por 500 guerreiros do rei Toffa I. Quando a coluna francesa chegou à aldeia de Atchoukpa, os guerreiros de Toffa, que caminhavam à frente da formação, caíram sob fogo dos daomeanos e fugiram do campo de batalha em uma debandada completa.
Os franceses formaram quadrados de infantaria e seguraram repetidos ataques daomeanos durante várias horas. Uma tentativa do Rei Behanzin de enviar um destacamento para contornar os quadrados franceses e saquear Porto-Novo foi frustrada pelo Coronel Terrillon. Os quadrados franceses recuaram lentamente em direção à cidade indefesa. Após mais uma hora de confrontos infrutíferos com os quadrados franceses, Behanzin ordenou que seu exército recuasse. No dia seguinte, o exército do Daomé abandonou completamente as proximidades de Porto-Novo e retirou-se em direção a Abomey.

## Fim das hostilidades
O Daomé não lançou mais ataques a Cotonou ou Porto-Novo. Em 3 de outubro de 1890, o Daomé assinou um tratado reconhecendo o reino de Porto-Novo como um protectorado francês. Behanzin também foi forçado a ceder Cotonou, mas recebeu 20.000 francos por ano por renunciar aos seus direitos aduaneiros. A guerra resultou na vitória da França e deixou o Daomé derrotado. Apesar do tratado, ambos os lados acreditavam que a paz não duraria e fizeram preparativos para outro enfrentamento decisivo. As hostilidades recomeçaram rapidamente apesar do tratado, culminando na Segunda Guerra Franco-Daomeana dois anos depois.